# Jon S. Baird
Jon S. Baird (Aberdeen, 9 novembre 1972) è un regista scozzese.

## Biografia
Il suo esordio cinematografico avviene nel 2003, col cortometraggio It's a Casual Life. Ottiene popolarità con la sua opera prima, Filth, tratta dall'omonimo romanzo di Irvine Welsh. La pellicola viene candidata ai British Independent Film Awards, oltre a vincere numerosi premi legati al cast tecnico ed artistico. Ha diretto un episodio della serie tv Vinyl. Nel 2018 esce la sua seconda opera, Stanlio & Ollio, nominata ai prestigiosi Golden Globe. 

## Filmografia

### Regista
- It's a Casual Life (2003)
- Filth (2013)
- Vinyl (1 episodio, 2016)
- Feed the Beast (2 episodi, 2016)
- I'm Dying Up Here - Chi è di scena? (1 episodio, 2017)
- Stanlio & Ollio (2018)
- Tetris (2023)

### Sceneggiatore
- Horizon: an american saga, regia di Kevin Costner (2024)